# Titanismo

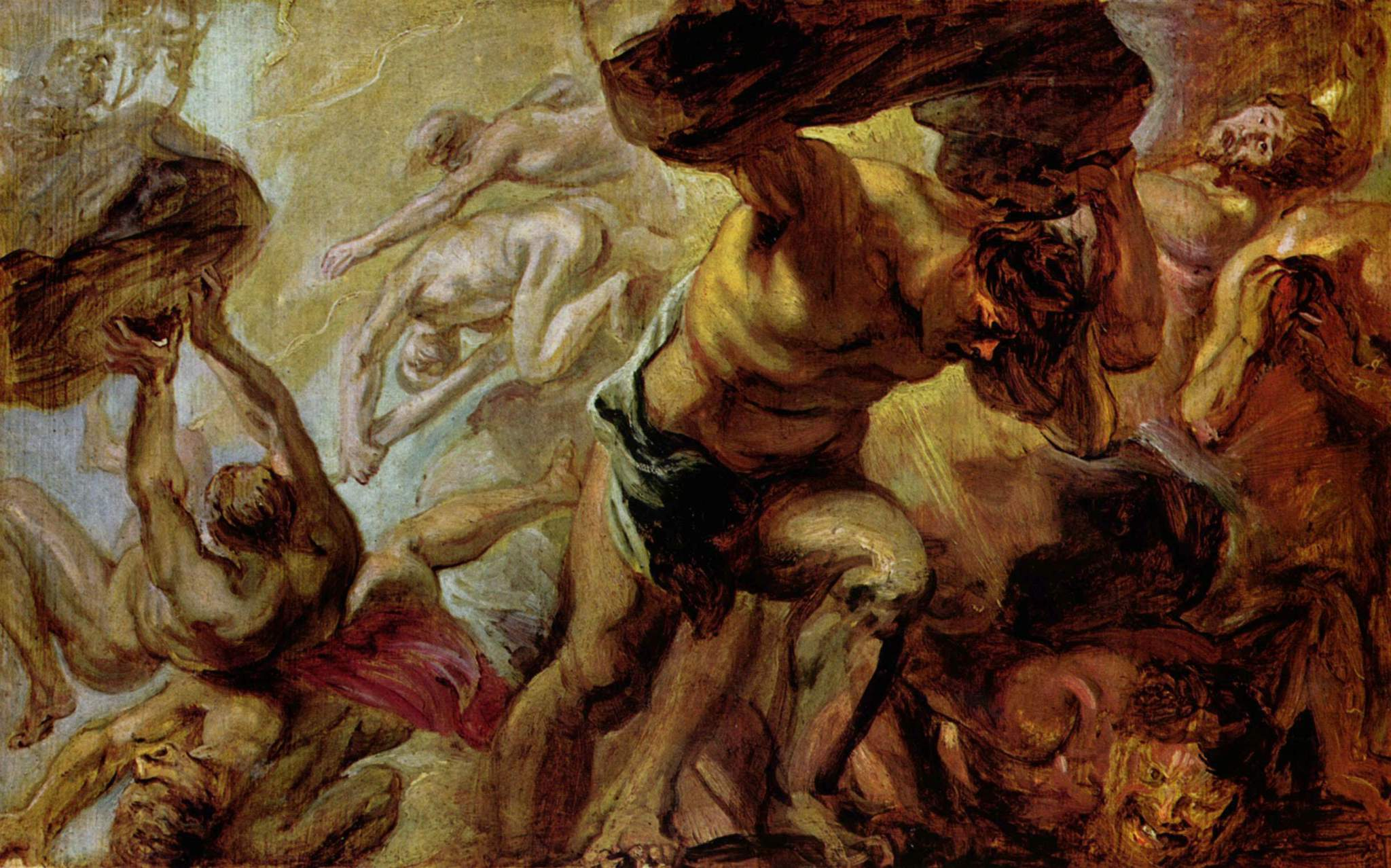
Caída de los Titanes, pintura de Peter Paul Rubens, 1630.

El término titanismo (también indicado con el lema prometeísmo) deriva del titán Prometeo que, con un heroico y desesperado espíritu de desafío, le robó el fuego a Zeus para dárselo a los hombres) y remite a los Titanes, los dioses más antiguos (prótheroi theoí), nacidos antes de los dioses Olímpicos y engendrados por Urano (Cielo) y Gaia (también Gea, Tierra), protagonistas del episodio mitológico de la rebelión contra la dominación de Zeus y los demás dioses del Olimpo. La Titanomaquia de Hesíodo narra el desarrollo de esta lucha por la conquista del poder, que terminará con la derrota de los Titanes hundidos en el Tártaro.

## Filosofía y literatura
El titanismo está vinculado a la actitud espiritual y material  de la rebelión del hombre, que desafía fuerzas superiores a él y que lleva hasta el fondo su lucha, aunque él comprende que solo la derrota le espera.
El titán es el héroe que no renuncia a luchar, aun previendo su derrota, la finitud del mundo o las fuerzas superiores, como el destino, la voluntad divina, las fuerzas naturales, la tiranía, que lo obligan impidiéndole el libre ejercicio de su voluntad.

### Sturm und Drang
En el ámbito filosófico y literario, el titanismo nació en Alemania en el contexto del movimiento Sturm und Drang (1770) que, en controversia con el intelectualismo ilustrado, proclama el resurgimiento del irracionalismo oponiendo el sentimiento y la fe a la razón, la intuición, la espontaneidad y el desenfreno. En oposición a la proclamada libertad de la razón ilustrada, se exalta la liberación de todas las facultades humanas, que debe lograrse mediante el fortalecimiento de las necesidades del hombre, para saciar su sed de posesión y dominación.
El hombre de fe (el santo, el profeta) está idealizado, el genio artístico, como expresión de una creatividad libre y espontánea, libre de cualquier regla y norma moral, y el hombre de la naturaleza: el superhombre, el titán que encuentra plena expresión en Prometeo, en Las penas del joven Werther, en el Fausto de Goethe. Estas representaciones de una humanidad que aspira a alcanzar metas prohibidas e imposibles pero convencidas, como los renacentistas, de que la belleza y armonía del cosmos viven en su interioridad.

### Romanticismo
El titanismo es una característica literaria inequívoca del Romanticismo que lo conecta con la teorización filosófica del absoluto, el infinito inmanente a la realidad (a menudo coincidente con la naturaleza) que provoca en el hombre una tensión perenne y punzante hacia lo inmenso, lo ilimitado:

El mito principal de los románticos es el conflicto individuo-sociedad (o naturaleza). [.... ] Este conflicto se presenta bajo dos aspectos fundamentales. Uno puede llamarse delirio voluntarista, por lo que se idolatran héroes y hombres-héroes que luchan hasta el extremo, se ponen con obstinada decisión ante todo el mundo, y quizás a Dios, y tanto más se exaltan cuanto mejor saben que su derrota es ineludible. Es el 'titanismo'. El otro aspecto encuentra sus expresiones en personajes-víctimas, que saben y se glorian de ser tales, y se complacen íntimamente de su sufrimiento, insoportables empadronamiento de su calidad de hombres superiores. Usted tiene lo que podría llamar victimismo'....".

Por lo tanto, en el poeta romántico se pueden encontrar dos actitudes espirituales opuestas:
- La intolerancia hacia lo finito, con una rebelión vana y sin salida, ya que el hombre sólo puede vivir en lo finito.  Se transfigura en la obra literaria con una especie de complacencia del dolor, con nostalgia de una serenidad perdida, con sentido del nocturno (como por ejemplo en Giacomo Leopardi).
- Un sentido de ironía, una aceptación desapegada del sentido de lo finito, ya que siempre será superada y sustituida por el infinito: la única clave de salvación que queda para el hombre es la aceptación de la derrota y el refugio en la Divina providencia (como por ejemplo en Alessandro Manzoni).